# 実況パワフルプロ野球5
実況パワフルプロ野球5（じっきょうパワフルプロやきゅう5）は、1998年3月26日にコナミより発売されたNINTENDO 64用のゲームソフト。ジャンルはスポーツ。
キャラクターのグラフィックが前作までのリアル風から一転、輪郭が描かれるなどアニメ風になった。
前作より選手育成モード「サクセスモード」が強化された。更に、本作は姉妹シリーズ「パワプロクンポケットシリーズ」の開発の契機となった作品である。

## モード
対戦
実在チームやアレンジチームで対戦できる。観戦も可。
ペナント
アレンジチームも参加させられる。
サクセス
高校野球編。
シナリオ

## 実況
アナウンサー
- 安部憲幸

ウグイス嬢
- 三石琴乃

## プロ野球脱税事件の影響
この作品ではプロ野球脱税事件に関わったとされる選手（詳細はリンク先参照）は登録されていない。後にコナミが当該選手のうち主力級の選手の公式パスワードを攻略本などで発表する形で対応した。

## サクセスモード
パワプロシリーズのみのサクセスモードの概要は実況パワフルプロ野球 サクセスモードを参照（理由は後述）。

※本項の記述は、特に記述がない限りN64版に準拠している。『パワプロ サクセス・レジェンズ』での変更点は#サクセス・レジェンズ版での変更点を参照。
本作のサクセスモードは物語の舞台を前作までのプロ野球から高校野球に移している。高校野球編のサクセスは初。主人公の所属高校は弱小校の赤とんぼ高校、普通校のパワフル高校、名門校の白鳥学園の3校の中から選べる。シナリオは若干違うが、どの高校を選んでもマネージャー以外の登場人物は変わらず、ユニホームの色は必ず赤+白（選択しなかった高校の色は必ず緑+白）となっている。今までのシリーズ同様、一人称をおれ、ミー、おいどん、など12種類の中から選ぶことができ、それによって主人公の語尾と父親の呼び方も変わる。
本作のシナリオは、『パワプロワールド』（パワプロシリーズのiアプリ版）、『サクセス・レジェンズ』の「高校野球編」として収録・リメイクされている。
なお、本作の主人公は、『パワプロ3』に登場した「戸井鉄男」がモデルになっており、主人公の名前を「戸井」で始めると1/2の確率でセンス○を持っている。
地方大会だけでなく阪神甲子園球場で行われる全国大会でも得点差によるコールド制が採用されている。

### 選択できる高校
パワフル高校
他の高校と違い、特徴がないスタンダードな高校。無難でクリアしやすい分、能力の高い選手を作るのは一苦労する。
かなり歴史ある学校で、かつては名門だったらしい。
赤とんぼ高校
山間部にある高校。外見は木造校舎である。弱小高校で約6年もの間1度も試合に勝ったことが無い。故に教頭は野球部を潰そうとしている。
ハングリー精神からか、主人公のやる気が上がるイベントが多い。
設備レベルが低く、また野球部員が少なくて初期能力も低い。主人公は期待の新人ということで(故意に評価を大幅に下げでもしない限り)1年目からレギュラーになれるため、1年目の夏から試合に出られる。
2年生の秋までに1勝も出来ないと野球部が廃部し、ゲームオーバーになってしまう。
上記も相まって、能力の高い選手を作るにはプレイヤーが試合で活躍することが前提となる、やや難易度が高い高校。
白鳥学園
名門校。学校の外見はとても高校には見えないほど豪華な造りである。学校側に予算があるせいか、入部当初から練習設備が充実している。そのため練習による経験点が得やすい。
部員全員が能力が高く、試合にも他の高校に比べ勝ちやすい。しかし初期は主人公は他の優秀な部員に埋もれていてしまい、初期の監督やキャプテン・スカウトの評価は最低クラス。そのため他の高校に比べレギュラーになりにくく、スカウト評価を上げにくいというデメリットもある。
スポーツ特待生として入学しているため、他の高校にある補習イベントがない。その代わり全治6週間以上の怪我をすると｢用済み｣として退部になり、ゲームオーバーになってしまう。
マネージャーがこの高校のみ男子部員の冬野であり、花咲の相談のような安定した体力・やる気回復が見込めない。また主人公のやる気が下がるイベントが多い。

### 登場人物
戸井鉄男/パワプロくん
パワプロシリーズゲーム作品で唯一、公式設定として名前が設定された主人公である。ただし、従来の作品の主人公と同様、名前が設定可能。
各高校で様々なことを体験し、プロ入りを目指す。
N64版のみ、選手名を特定の名前と入れると低確率で同じ登録名の選手のフォームに変更された裏技がある。さらに公式設定通り「戸井」にすると高確率でセンス○が付く。
なお、パワプロ5の公式設定では戸井のポジションはパワプロ4同様に外野手だったが、後のパワプロ作品の戸井は別のポジションを守れる場合がある。

#### チームメイト
矢部明雄（外野手 右投右打）
主人公の同級生で相棒的存在。ポジションが前作パワプロ4の二塁手から、外野手に変更された。
詳細は矢部明雄を参照。
谷田球一（二塁手 右投右打）
主人公より2つ年上の野球部員。 練習の仕方やプロになる方法など、親切に教えてくれる。パワプロ3・4の谷田と同一人物で、実力もかなりのものを持っている。夏の大会で引退後に、主人公の希望する球団からドラフトで指名される。さらにプロ入り後も、栄養ドリンクや焼芋の差し入れをしてくれたり、パワプロ5発売時には禁止されていたはずの、高校球児へのノックを行なったりと何かと気にかけてくれる。上記のとおり根が好いい人物だが、目になぜか紫色のくまのようなものがあり、柄が悪そうに見える。
鮫島粂太郎（三塁手 右投左打）
主人公より1つ上の野球部員。見た目通りの硬派で、内気な者や悩みの多い者はあまり好ましく思っておらず、主人公が相談するとみっちりと特訓を課したり、「男のくせに人を頼るんじゃねぇ。分かったか！？」と自分で解決するよう促すことが多い。谷田が引退した後、キャプテンに就任する。夏休みの合宿時に相談すると特別に特訓するなど仲間思いでもある。谷田と同じく、プロを目指すがドラフトから漏れてしまう（影山曰く「編成部に急に変更があった」）。その後、パワプロ6ではするめ大学へ入学し、サダメナインの一員になり、'99開幕版では鉄ゲタをたんぽぽ製作所の社員にくれたりする（以上2作品では名前だけで姿は登場しない）。また、引退後は、ガッツマスクとして、チームに練習用具を提供したりしている。パワプロ2001では球団職員になる。
松倉宗光（外野手 → 投手 右投右打）
主人公より1つ年下の後輩。香本とは同期で、中学時代にバッテリーを組んでいた。高校入学時に外野にコンバートするが、鮫島が引退する時に投手が足りなくなるため、彼の意向で投手に戻ることになる。
その後は、チームの中継ぎエースとなり、主人公が引退するとキャプテンになる。野手能力は2年時の矢部よりも高くなっている。身長はヒョロ長である。また、猪狩進をかなり意識している。主人公曰く「おしゃべりで生意気」。
投手時は変化球を主体とした技巧派の能力を持ち、野手としての能力もそこそこである。
パワプロ2022では鮫島、駒坂と共に赤とんぼ高校の選手として、主人公と対峙する。
香本富久雄（捕手 右投右打）
主人公より1つ年下の野球部員。松倉とは同期で、中学時代にバッテリーを組んでいた。高校入学時からずば抜けたパワーと強肩で、松倉と共にレギュラーになる。食いしん坊で好きな食べ物はドーナツである。松倉とはよく言い争いになり、回りから凸凹コンビと言われる。主人公曰く「食いしん坊でのんびり」（しかし本人は食いしん坊という自覚がない。また、意外にもキャッチャーとしての知識もなかなかである）。因みに香本と松倉はその後ドリル電器に就職し'99開幕版でも登場する。後作では左打ちとなる。
主人公が捕手の場合、相談を続けるとパワー点を多く得られたり捕手に有利な特殊技能を得られる。
パワプロ2022でもパワフル高校編で主人公のチームメイトになる。
駒坂瞬（遊撃手 右投左打）
主人公より2つ下の野球部員。父親は元プロ野球選手で母親は元陸上選手と、まさにスポーツ一家の家族を持つ。父親譲りの巧手強肩と母親譲りの俊足の持ち主でまさに野球をすべくして生まれたような人間と言われているが、パワーは低い。
彼の野球理論や勝利意識はプロ寄りで、主人公がキャプテンになると「大丈夫かどうかは関係なくて、これくらいやらないとダメなんです」とストイックな練習法を提案することも多い。そのため他のチームメイトとの意見衝突もあるが、大体が理にかなっている。パワプロ2000などにも登場する。2000では香本とは逆に左打ちから右打ちになっている。
彼に相談するとフォームを変えたり、打者の場合低確率で｢流し打ち｣｢広角打法｣等のレアな特殊技能を得られることがある。
冬野枯男 （マネージャー）
白鳥学園の眼鏡のマネージャー。真面目な分野から怪しい分野まで精通している。次期キャプテンを狙っている様子もある。相談するとマイナスの特殊能力がついてしまうことが多いが、ムラッ気や尻上がり等他では習得出来ない特殊能力を習得することも。今作では選手として参加することはないが、'99開幕版の冥球島編にも選手として登場する（冥球島編の白鳥学園はパワプロ5ではなくパワポケ1の設定に準拠しているため）。
なお、彼はパワプロ・パワポケシリーズでは珍しく、高校野球の舞台でも登場する男性マネージャーである（2018年現在、固有キャラとして男性マネージャーが登場する高校野球の舞台のサクセスは、本作、パワプロ13、パワプロ2013、パワプロアプリ計4作のみ。

#### ライバル校の登場人物
猪狩守（投手）
あかつき大附属高校のエースで主人公のライバル。詳細は猪狩守を参照。
猪狩進（捕手）
あかつき大附属高校所属。猪狩守の弟で兄と黄金バッテリーを組む。詳細は猪狩進を参照。
外藤侠二（一塁手兼外野手兼捕手 右投げ右打ち）
主人公と同じ学年の、極亜久商業の4番。主人公及び主人公のいる高校をつけ回し、あくどい行為（サイフを隠す、ユニフォームを泥だらけにする、家の壁に落書きをする等）を行なう。1・2年時の秋季地区予選の前に主人公の高校の部室に下剤入り弁当を置く。また、猪狩進の交通事故の原因をつくったのも彼である（しかし、これは外藤自身に取っては予想外の出来事であり、外藤は猪狩守がバナナで転んで頭を打つというケースを想定していた）。
なお、パワプロ2016のパワフェスでは進とのコンボイベントでは、正直に過去の出来事を謝罪し、和解している。

#### 大会での対戦ライバル校

##### 地区大会
赤とんぼ高校・パワフル高校・白鳥学園
主人公が選択しなかった残り2つの高校が敵として登場する。
- 赤とんぼ高校は、野球部存続を賭け切羽詰っている。
- パワフル高校は、主人公の高校を下すと「名門パワフル高校の復活だ」と過去の栄光を断片的に語る。
- 白鳥学園は、「相手は格下だ」と主人公の高校を見下したような発言をする。

きらめき高校
『ときめきメモリアル』の舞台と同じ名前の高校。目が不気味にキラキラと輝いている。速球主体で打ち崩しやすい。
あかつき大附属高校
猪狩兄弟の所属する名門校。地方大会決勝で必ず対戦する。パワプロ9でサクセスモードのシナリオとして再登場。
猪狩兄弟を中心に高いレベルで纏まった、甲子園への壁。3年では進が欠場する代わりに守がパワーアップする。
極亜久商業
外藤率いる高校。極亜久商業は略称であり、正式名称は「極東亜細亜恒久平和商業高校」。
時折ビーンボールを投げ、主人公が死球を喰らうと調子が絶不調になる。投手はほとんど速球しか投げてこず、打者は強振を多用する。何故かほとんどの選手がサブポジションを持っている。
死球にさえ気をつければ戦いやすい高校だが、味方の投手力が低くキャプテンでない(自分しか操作できない)時は乱打戦になりがち。
パワプロ9で外藤と共に対戦相手として再登場したが、その際校名は「極亜久高校」に変更された。パワプロ2016以降で再び「極亜久商業」名義に戻っている（パワプロ9のリメイク版であるSwitch版のみ校名は変更されず、「極亜久高校」のまま）。
山ノ宮高校
代表者はかなり寡黙な人物で「勝負は勝つことに意味がある」「負けても得るものはあるはずだ」と淡々と語る。投手は主にカーブを使用する。パワポタ3でサクセスモードの対戦高校として再登場。
大日本高校
旧日本軍を思わせる思想と口調が印象的。守備力が高く、投手は主にスライダーを使用する。パワプロ11に登場した日本の出身校でもある。サクセス・レジェンズでは未登場。
そよかぜ学院
阿畑率いる高校。彼のアバタボール7号（ナックル）が特徴的。能力的には阿畑のワンマンチームで、負けた場合は本人たちも「阿畑君だけでは駄目だったか」と悔やむ。サクセス・レジェンズでの校名はそよ風学院。

##### 全国大会
流星高校
機動力重視の高校で選手全員がほぼ走力Aとなっている。結果的に守備の範囲も広く、フライはアウトにされやすい。盗塁やバント・スクイズに要注意だが、反面打撃力は低い。こちらが投手を操作しているときはわざと一塁にランナーを出させ、盗塁時に高めのボール球を投げれば、キャッチャーの肩が弱くても高確率でアウトにできる。'99、パワプロ9、13、パワポタ3でも登場。
インターネットハイスクール
2年目の春の甲子園にのみ出場。一見大した実力はないが、サイン盗みという裏技を駆使してくる。試合直前に松倉に相談することで｢ノーサイン｣作戦を選択可能になる。しかしこの場合、投手のコントロールが下がり捕手の捕球ミスの確率が増える。
雪国高校
その名の通り、雪国にあるらしく寒さ対策としてかなりの厚着をしている。全員が「逆境○」を持っている。パワプロ13に再登場。
帝王実業高校
3年目の夏を除き、甲子園決勝で対戦する。パワプロ13ではこの高校でプレーでき、友沢、猛田、久遠らがチームメイトとなる。
個々の高い実力と高いコンピュータレベルを有する、優勝の壁。
アンドロメダ高校
3年目の甲子園決勝に登場する。地区予選では全ての試合をコールド勝ちしている。甲子園では目立たないように手抜きをし、僅差で勝ち残ってきたが、準決勝では実力を出し惜しみせず全力で戦い、帝王実業を8点差で下している。マネージャーのデータでは「全員が1年生なのに信じられないパワーとスピードを持っている」「得点のほとんどがホームラン」「足の速さは全員がオリンピック並」と言われるほど。チームデータもオールAであるが、コンピュータレベルは帝王実業より低く設定されている。決勝戦でそれほど強くない理由は、ダイジョーブ博士と加藤先生のイベントを進めることで判明する。
今作の流星高校、帝王実業、アンドロメダ高校には、後のサクセスモードにも登場するキャラクターである阿久津(赤光)、山口（賢）、大西（＝ハリソン＝筋金）と似た人物が登場するが、本作では名前や固有の能力は設定されていない。『サクセス・レジェンズ』ではそれぞれ阿久津、山口、大西として登場する。

#### その他の登場人物
親父
主人公の父親。自分の会社を継がせるため、主人公には経営の勉強をしてほしいと思っており、主人公が野球をすることに反対する。性格は熱血でよく説教をするような典型的頑固親父だが、弱気になった主人公を（荒っぽく）励ましたり、練習を手伝ったりするところもあるよき父親である。
選択高校により、親父の仕事先が変わる。赤とんぼ高校なら畳屋、パワフル高校なら会社、白鳥高校ならコンツェルン。
影山スカウト
サクセスシリーズで御馴染みの、主人公の志望球団のスカウト。
加藤理香
主人公の高校の保険医兼教師を勤めているが、双子だと自称し、病院で入院している猪狩進の看護士をしていたりもする。時々ダイジョーブ博士とともに行動している姿が見られる。
詳細は実況パワフルプロ野球 サクセスモード#加藤理香を参照。
加藤京子
詳細は実況パワフルプロ野球 サクセスモード#加藤京子を参照。
校長
主人公が通う学校の校長。試合で勝ち進むと、練習レベルが上がる機材を購入してくれる。
豪田佳代の父親で佳代とデートして評価が上がるとこれまた練習レベルが上がる機材を購入してくれる。
頭は禿げているが、実は禿のカツラを被っているだけらしい。
教頭
主人公が通う学校の教頭。パワフル・赤とんぼでは野球部を快く思っていなく、単なる金食い虫だと思っている。しかし野球部が甲子園に出ると急に態度を変えるなど図々しい所もある。白鳥では野球部を学校の宣伝としか考えていない。
山宮監督
主人公の所属する野球部の監督。決して妥協はせず、甘い考えを嫌う厳格な人物。影山スカウトとは顔馴染みである。合宿ではしごきともとれる無茶な練習を主人公らに課す。
パワプロ2022でもパワフル高校編で監督として登場。主人公達を導く厳格さと豪快さは変わらないが、 理不尽なしごきを含めた一部のシーン、セリフが変更され、本作よりも人情に厚い部員思いな面も多くなっている。
田中富男（魚屋の松っちゃん）
町で出会ったとき、いわしやマグロなどの魚をくれることがある。

#### 彼女候補
花咲桜（マネージャー）
主人公の所属する（パワフル高校・赤とんぼ高校）野球部のマネージャーで、彼女候補の一人。赤茶色でセミロングの髪型。落ち込んでいる主人公を「根性出して!」と励ます、頑張っている人を応援したくなる明るい性格。主人公が神社で秘密の練習をしているところにひょっこり現れて、おにぎりの差し入れを作ってきたり等応援してくれる。また、神社特訓時、極亜久野球部員と対決するイベントでビーンボールからかばってくれる事もある。神社で桜に告白することができ、彼女のみのイベントも幾つか存在する。野球を見る目はかなりのもの。家庭的で料理が得意、相談すると特製ジュースを作ってくれることも。プレゼントは野手能力を上げるものが多い。
白鳥学園を選んだ場合、登場しない。
青木由利
彼女候補の同級生の女子。藍色の目と髪で、ショートカット。主人公が勉強をしているとからかってくる。なお勉強時に彼女が出てくると、学力が上がらない。
彼女評価が全彼女候補で一番下がりにくく付き合いやすいが、プレゼントの見返りも小さい。
金井靖子
彼女候補の同級生の女子。金髪のロングヘア。主人公に女子からの苦情を突き付けたりと一見気まじめだが、ゲームセンターが好きだったり、誕生日にゲームをくれる所から、本来はそうでもないことがうかがえる。
誕生日プレゼントは捕手に嬉しいものが多い。
天野華織
彼女候補の隣のクラスの女子。紫色の髪に眼鏡、余り目立たず引っ込み思案で大人しい性格。しかし、海デートのイベントで眼鏡を取ると、かなりの美人であることが判明する。誕生日プレゼントは身体が丈夫になるアイテムが多い。
豪田佳代
彼女候補の隣のクラスの女子。ルックスは余り良くなく野生的な顔立ちで多少強引。野性味のある主人公を「アニマル」と呼んでいる。実は校長の娘で彼女と付き合っていると設備レベルアップのイベントが発生することがあり、また誕生日プレゼントも豪華。パワプロ大全では「姫野カレンのプロトタイプ」と紹介されており、より優秀な選手を作ることも可能。彼女が佳代である場合のみ、彼女と付き合っていることが知れ、チームメート評価が下がるイベントが起こることがある。
キスの際のSEが彼女の場合だけ別バージョンである。
緑川明美
彼女候補の隣のクラスの女子。緑色の髪をツインテールにしている。ミーハーかつわがままで、主人公が甲子園に出場するとやってきて見ず知らずの相手に彼女にしてくれと頼むような性格（一度告白を断ると2度と出現しない）。誕生日にくれるプレゼントは豪華だが、パワプロ5の中で一番付き合いが持続しづらい女の子で、放置による彼女評価低下が激しい。街に繰り出して遊ぶのが好きで、退屈な公園デートが通用しない強者。
彼女の時、猪狩守と彼女を巡って野球勝負をするイベントが稀に発生することがあり、勝負に負けてしまうと猪狩に彼女を奪われてしまう。

#### サクセス・レジェンズ版での変更点
以下は、2010年2月25日に発売された『パワプロ サクセス・レジェンズ』に収録されている「パワプロ5サクセス」の主な変更点である。
- 3校のユニホーム、帽子の色がそれぞれ固定されている（パワフル高校は赤+白、赤とんぼ高校は紫+白、白鳥学園は緑+白）。
- N64版では隠しパラメータである弾道、エラー回避が表記され（ただし、能力は任意でアップできない）、ミートカーソルは15段階に変更された（N64版は7段階）。
- 走力アップの必要ポイントが『パワプロ11』以降の敏捷+筋力に変更された（N64版は敏捷+技術）。
- 流星高校、帝王実業、アンドロメダ高校に固定選手が追加された（いずれもパワプロ6以降作品の固有キャラ）。
- 主人公の名前を「戸井」にしても、センス○が出やすくなくなった。
- 次作『パワプロ6』以降の作品に搭載したリセットペナルティが追加された。
- 難易度、グラフィックとサウンドなどを完全に見直した。選手のグラフィックは『パワポタ3』と『パワプロ10（超決定版）』のグラフィックからの流用になっている。
- 試合BGMを変更。

#### パワプロクンポケットシリーズとの関係
本作は、パワプロクンポケットシリーズのサクセスモード「表サクセス」と世界観が繋がっている。
パワプロクンポケットシリーズは基本的にパワプロの世界とは別の世界の物語だが、このパワプロ5のみパワポケシリーズ全作品（の表サクセス）と世界観や時間軸が繋がっている。なお、本作品の設定は基本的にはパワプロクンポケット（初代）と共有しているが、極一部の設定で矛盾する部分もある。
パワプロクンポケットをプレイすれば、猪狩進の交通事故の真相などを知ることができる。また、後の作品でもダイジョーブ博士の真意（パワプロクンポケット3）や猪狩進の引退後（パワプロクンポケット7）などが語られるイベントがある。